# Julius Dub
Christoph Julius Dub (* 16. August 1817 in Berlin; † 17. Juli 1873) war ein deutscher Physiker und Lehrer am Gymnasium zum Grauen Kloster. 
Dub startete seine berufliche Laufbahn 1848 am Klostergymnasium als wissenschaftlicher Hilfslehrer, stieg schließlich dort auf und bekam eine ordentliche Lehrstelle. 1862 erhielt er den Professorentitel. Er beschäftigte sich mit Elektromagnetismus und den Lehren Darwins.

## Werke
- Der Elektromagnetismus, 1861, Verlag von Julius Springer, Nachdruck im Springer Verlag[2], 1981, ISBN 978-3-642-50868-4
- Die Anwendung des Elektromagnetismus mit besonderer Berücksichtigung der Telegraphie und den in der deutschen Telegraphenverwaltung bestehenden technischen Einrichtungen, 1873, Verlag von Julius Springer[3]
- Kurze Darstellung der Lehre Darwin’s über die Entstehung der Arten der Organismen, mit erläuternden Bemerkungen, 1870, E. Schweizerbart’sche Verlagsbuchhandlung[4]